# Bánhida
Bánhida (németül Weinhild) Tatabánya városrésze 1947 óta, előtte község volt Komárom vármegye Tatai járásában. Környéke már ősidők óta lakott helynek számít, amit az itt talált bronzkori, illetve a nyugati határában nemrég feltárt római kori leletek is igazolnak.

## Fekvése
A városrész a mai Tatabánya központjának közvetlen közelében, attól kissé délnyugatra helyezkedik el. Az átmenő forgalom által jobban terhelt városrészektől a Budapest–Hegyeshalom–Rajka-vasútvonal nyomvonala választja el.

### Megközelítése
Bánhida történelmi központját áthaladó országos közút nem érinti, két főutcája az északnyugat-délkeleti irányú Kossuth Lajos utca (mely a városrész déli részén Árpád utca néven folytatódik) és az arra merőleges Dózsa György út; utóbbi köti össze a város centrális részeivel és a vasútvonal Tatabánya vasútállomásával. Nyugati széle közelében található a Tatabánya–Oroszlány-vasútvonal és a Környe–Pápa-vasútvonal közös szakaszának Bánhida megállóhelye; az oroszlányi vonalon ma már csak személyvonatok járnak, a pápai vonalon pedig jó ideje nincs is személyforgalom.

## Nevének eredete
Nevét a feltevések szerint onnan kaphatta, hogy egykori tulajdonosainak egyike bán méltóságot viselt, a birtokán átfolyó Rákos nevű vízfolyás (ma Által-ér) felett itt korábban aránylag jelentős híd ívelt át, amit ezért "a bán hídjának" nevezhettek. 

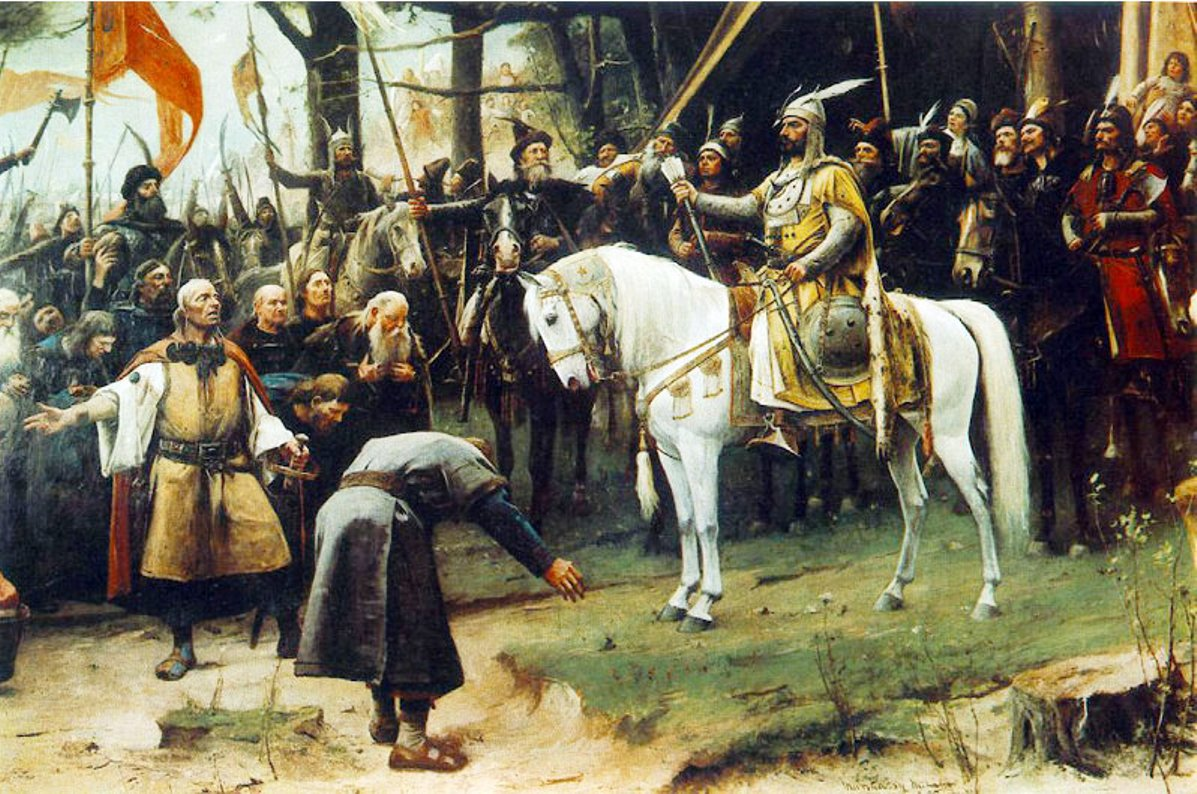
A honfoglaló Árpád

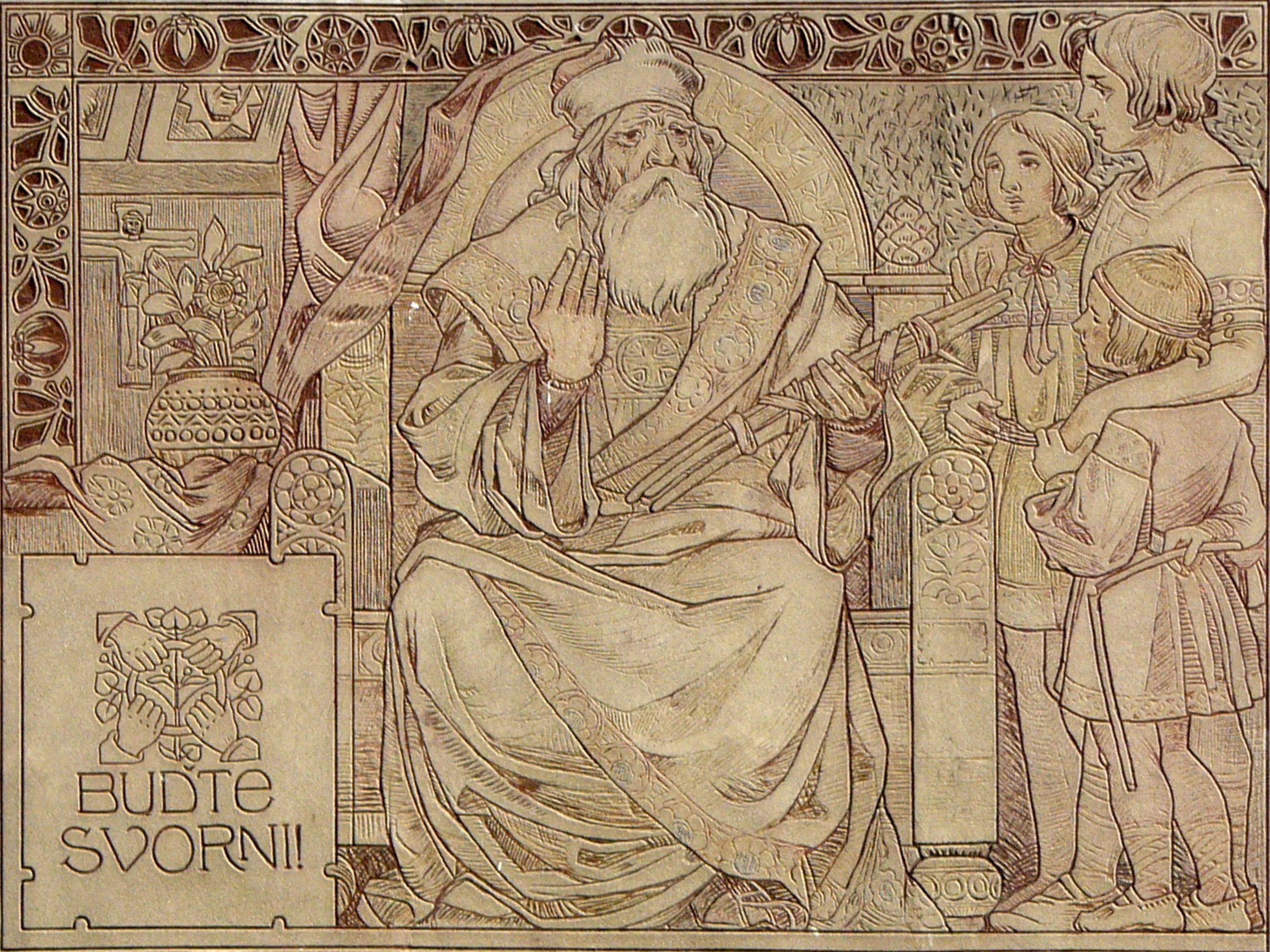
Szvatopluk

## Története

### A bánhidai csata
„„(Szvatopluk)... a magyaroktól megrettenve összegyűjtötte hadseregét, segítséget szerzett barátaitól, majd egész haderejét egyesítve a magyarok ellen vonult. Azok pedig eközben a Duna mellé értek, és pirkadatkor egy gyönyörű mezőn harcba szálltak. Az Úr segedelme a magyarok mellett volt, s a többször említett fejedelem megfutamodott előlük. A magyarok egészen a Dunáig üldözték, ott félelmében a Dunába vetette magát, és mert a víz sodrása gyors volt, belefulladt.””

– Anonymus: Gesta Hungarorum

Anonymus szerint itt verte meg Árpád vezér Szvatopluk seregét. 907. július 6-án Liutpold őrgróf és Theotmár salzburgi érsek vezette bajor sereg itt csatázott a magyarokkal. E győzelem emlékére avatták 1907. július 7-én a Szelim-lyuk melletti hegytetőn Európa legnagyobb, turulmadarat ábrázoló bronzszobrát. Ma a történészek véleménye megoszlik a bánhidai csatáról. Egyesek azt vallják, hogy valóban Bánhidánál zajlott le az ütközet, a település alig tizenöt kilométerre van a Dunától. Mások szerint a csatában nem is Szvapotluk, hanem a morva nagyfejedelem fia küzdött meg az Árpád vezette magyar seregekkel, és a csata nem 907-ben, hanem 894-ben zajlott le a mai Környe község határában.

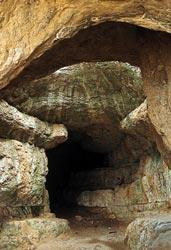
A Szelim-lyuk vagy Szelim-barlang

### A település legkorábbi említései
Az oklevelekben Bánhida néven 1288-ban említik először. A későbbi oklevelekben a Vértessomló-közeli Vitány és Tata várak szolgálatában áll a falu, esetenként királyi, máskor földesúri adomány – vagy zálogbirtokként említve. A középkori oklevelek következetesen kettő Bánhidáról szólnak, azaz bánhyda maior illetve bánhyda minor néven. Egy 1461-es oklevél nagy Bánhidát, mint Egházas Banchydát említi. Az 1500-as évektől mindkét Bánhidát Vitány várához számítják, s egyszersmind hol Fejér -hol Komárom vármegyéhez.
A települést a Budát Béccsel összekötő nagy út, vagy ismertebb nevén Budai út(Mészárosok útja) keresztezte, amelyet még a rómaiak építettek.
Bánhida az Árpád-korban már megerősített hely, s vámhely, a középkorban már városi rangja volt.
Thúróczy idejében ősrégi várának romjai még láthatóak voltak.
A török hódoltság alatt Bánhida is osztozott a környék településeinek sorsában. Az első pusztításokat még sikerült túlélnie, de népessége lassan megfogyatkozott.
1541-ben még 15 portával szerepel a török adólajstromban, de 1543-ra már teljesen lakatlanná válik.
A néphagyomány szerint amikor Szulejmán szultán csapatával Bánhida felé közeledett, a környék lakosai – főleg asszonyok, gyerekek, öregek – a közeli Gerecse hegység védettnek gondolt helyére, a Szelim-lyukba menekültek. Azonban a barlangban rejtőzködőket a törökök felfedezték, a barlang száját gyúlékony anyaggal betömték és meggyújtották. Az ide menekültek mind egy szálig elpusztultak.
A valóságban ez az esemény tatárjárás idején történhetett meg, az előkerült leletek alapján.

### A reformáció Bánhidán
A XVII. században Komárom vármegye dunántúli része a teljes elpusztultság után lassanként ismét benépesedett, a többnyire református lakosságból a tatai egyházmegyét szervezték meg. Így Tatabánya egyik elődközségében, Bánhidán 1622-ben telepedtek le református magyarok. Itt a hódoltság peremén a népesség száma nem nőtt jelentős mértékben, sőt időnként csökkent, de azért 1650-től már van a bánhidaiaknak is egyházuk. A református hit elterjesztésében nagy szerepe lehetett Tzene(Czene) Péternek, aki Érsekújvárban és Samarján „paposkodott”. Neki tulajdonítja a „szapi igen régi matricula” Pozsony, Győr és Komárom vármegyék „nyomósabb” reformációját: „aki olyan ékesen és pontosan tudott beszélni, hogy második Kálvinnak hívatták”.
Ez a terület akkor Samarjai Máté Jánoshoz, Halászi mezőváros (ma falu a Szigetközben, Mosonmagyaróvártól kb. 4 km-re) felsődunamelléki szuperintendense alá tartozott. Pataki Márton barsi esperes Szilágyi Istvánhoz írott levelében felsorolta a gyülekezeteket, e szerint a komáromi-mátyusföldi egyházmegyétől hamarosan levált az önálló tatai egyházmegye, 1652-től már Bánhidát is ebben találjuk. 1674-ben Marosi István volt a lelkészük, aki a gályarabper jegyzőkönyve szerint Maruty István néven szerepel. Ebben az időben három Marosi István is működött a környéken, a bánhidai lelkészen kívül az egyik Kisbéren, a másik Únyon. Hogy melyik lehetett közülük az, aki 1656-ban Pápán tanított, arról sincs adatunk, vagy esetleg volt még egy negyedik Marosi István is (?!) Sőt, egy későbbi összeírásban (Győr)Szemerén szerepel egy Marosi István… , nem is beszélve Marosi P. Istvánról, aki költőként is jelentős Egerespatakon. Szóval ezek után megállapíthatjuk, hogy a Marosi István név a 17. századi református lelkészek között egyáltalán nem mondható ritkának…
Kocsi Csergő Bálint tudósítása szerint a tatai egyházkerületben Csáky László országbíró (Léva, Tata, Pápa örökös kapitánya, királyi tanácsos és kamarás) által vezetett üldözéssel a református polgárokat „több más emberrel együtt igen szennyes és szúk, lélegzetet is elállító börtönökbe vetették, és miután az előkelők számára sírokat készítettek, halállal fenyegetve oly sokáig gyötörték és rémisztgették őket, amíg .. az ellenfél fáradt el, és akarata ellenére is szabadon kellett, hogy bocsássa őket. Bánhida református lakói ekkor még megmenekültek a katolikusok általi üldöztetéstől, még hozzá úgy, hogy szabad vallásgyakorlatukat megtarthatták, mivel a török adófizetői lettek. A töröknek pedig csak mozlim(igazhitű) és gyaur(hitetlen) létezett, teljesen mindegy ez utóbbin belül milyen felekezet. Így a török alatt Bánhidának és a környék településeinek is „saját iskoláik vannak és többnyire latin nyelvű triviálok”. Ez az állapot a török kiűzése és a Rákóczi szabadságharc után változott meg, amikor 1711-ben Esterházy József kitiltotta a protestáns lelkészeket és uradalma területéről.
Azért maradt néhány református lakos Bánhidán a későbbiekben is, például Bánhidi Nyikus Mihály leányával kötöttek házasságot 1720. február 20-án. A reformátusok titokban, házaknál tartják az istentiszteleteket, bibliaolvasást, fontosabb eseményeknél Tatára mennek be anyakönyveztetni az eseményeket.A török tehát nem avatkozott bele a vallási küzdelmekbe, nagyobb türelmet tanúsított a gyaurok iránt, mint azok egymás iránt…Sőt olyan is előfordult, hogy adómentességet adtak a betelepülőknek, mint például Omár esztergomi aga 1647-ben a Tarjánba települőknek. . Azért, mielőtt a törökökről valami ideális képet alkotnánk, a török is pusztított, például Csolnok református templomát a faluval együtt ők égették fel, vagy 1663-ban Érsekújvár elfoglalásakor a reformátusok templomát elvették és török templommá alakították.
Marosi István elkerülte a pozsonyi vésztörvényszéket, ehelyett Csáky László börtönébe került még a per előtt. Csáky kifosztva mindenéből, börtönbe vetette. Ő maga írta le kegyetlen sorsát a tatai református gyülekezethez küldött levelében: „…citáltatván én is amaz pozsonyi extra ordinariumra, ottan mindgyárt a falunak földes ura Gróf Csáky László a vádat megelőzni akarván, éjszakának idején házamra feles fegyvereseket külde, akik csak egy jó hasznos vas szeget is házamban nem hagyván, minden javacskáimat fel prédálták és magamat megkötöztetvén Tata városában fel vivének és vasra vervén alkalmas ideig sanyarú fogságban tartottak, az melybül végre nagy méltatlan fizetés által szabadított meg Isten, a melyet, a melyet én az én tehetségemből meg nem szerezhettem, mivel semmi sem maradtam, hanem az embereknek embersége által lett, akiket bizonyos terminusra kell megelégítenem.” - Kéri ezért a tatai hittestvéreit, az egyház elöljáróit „ az Úr Jézus Szerelmére”, hogy azokból a közönséges jókból, melyekben Isten sáfárokká tette őket, legyenek illendő segítséggel, megemlékezve az Úr Jézus taníttatott irgalmasságával, hogy ha úgy tetszik az Úrnak, még az ő emberségük által is terjedjen az Úr dicsősége. A tatai gyülekezet valószínűleg biztosan segített Marosi váltságdíját kiegyenlíteni, rokonsága is valószínűleg itt élt. Hogy mi lett további sorsa, arról keveset tudunk. A tatai egyházmegye anyakönyveinek egy része a 2. világháború idején eltűnt, 1713-tól vannak adatok. Ezek egyik része olvashatatlan, a másik része sietősen írott és keverednek benne a születési, halálozási és házassági adatok. (Ez utóbbinál viszont a vőfély neve legtöbbször szerepel…) Érdekessége, hogy a személyeknél közli a ragadványneveket, így találkozhatunk „ nagyfejű”, „kopasz” és „sánta” megkülönböztető nevekkel. A tatai egyházmegye egyházlátogatási jegyzőkönyvei az 1813-as évvel kezdődnek a Pápai Református Levéltárban. Megyei társa, Kocsi Csergő Bálint sem említi a per után három évvel írt összeírásában. Ha szerencsésen kiszabadult a börtönből, akkor hová került? Visszatért Bánhidára, vagy az ország keleti, „nyugodtabb” részére költözött? Ezt a rabok hozzátartozóinknak levelei bizonyíthatják, akik 1676. június 10-én azt írják, hogy az érsek és Csáky László ismét erősen dühöngenek többek ellen, saját birtokaikon, Alsó-Magyarországon, vagy pedig biztosabb helyekre, a török uralma alá vonulva, más egyházakba hivatván meg lelkészeknek, a meghívást el is fogadták.
Az utolsó nagy török támadás Bécs ellen Kara Musztafa vezetésével 1683-ban Tatán és környékén nagy pusztulást okozott. A bánhidai lakosság nagy része elmenekült vagy elpusztult, leégett a Mátyás király építette katolikus templom. A török elleni felszabadító háborúk nagyobb pusztítást vittek végbe, mint a megközelítőleg 150-éves török uralom. A török kiűzése egyet jelentett a reformátusok elűzésével, bár más forrás szerint a vegyes vallású településeken a katolikusok is a prédikátoroknak adóznak a katolikus papok hiánya miatt. 1685-1713 között a komáromi egyházmegyének egyáltalán nincs püspöke, a „valóságbeli háborgatások miatt”. A bánhidai gyülekezet a 18. század első felében enyészett el, bár egy adat szerint 1715-ben még volt egyházi szolgája. A lelkészi díjlevelek tanúsága szerint: „Bánhidai prédikátor, 1787. A helyet most mind katolikus tótok lakják, ha 1712-ben sem tudtak ennek állapotjáról, régiségéről semmit, hát mi most vajjon mit tudhatnánk.” És 1880. „Az üldöztetések miatt megszűnt a gyülekezet.”

### A szlovákok betelepítése

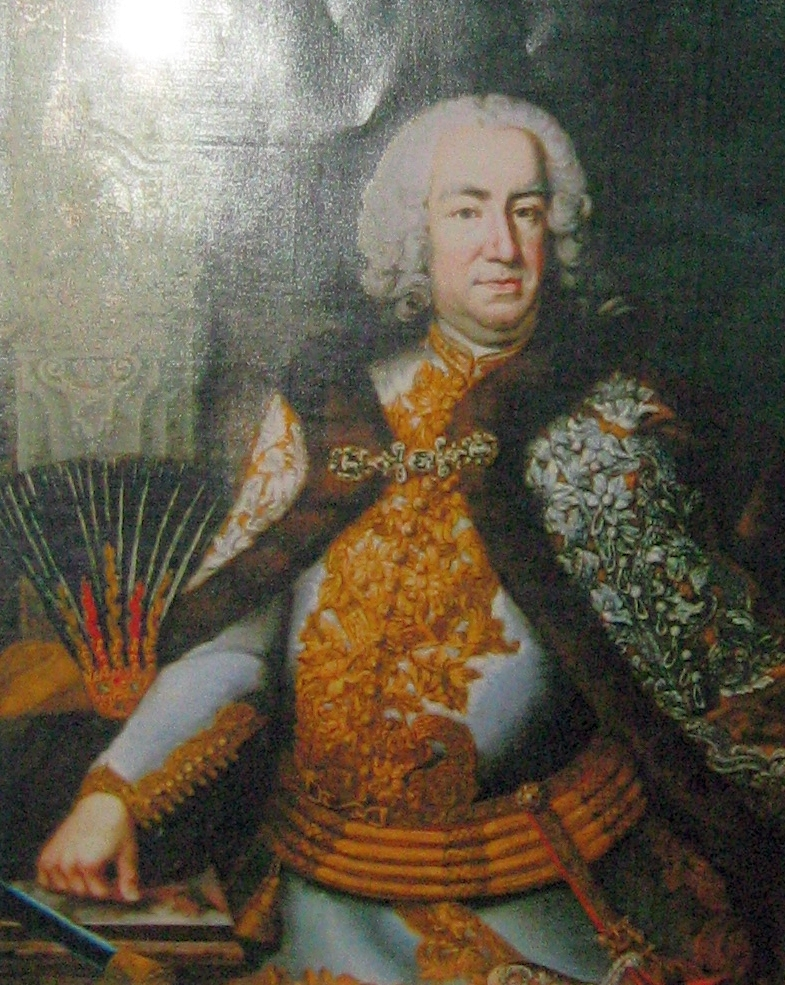
Esterházy József, a szlovákok és németek betelepítője

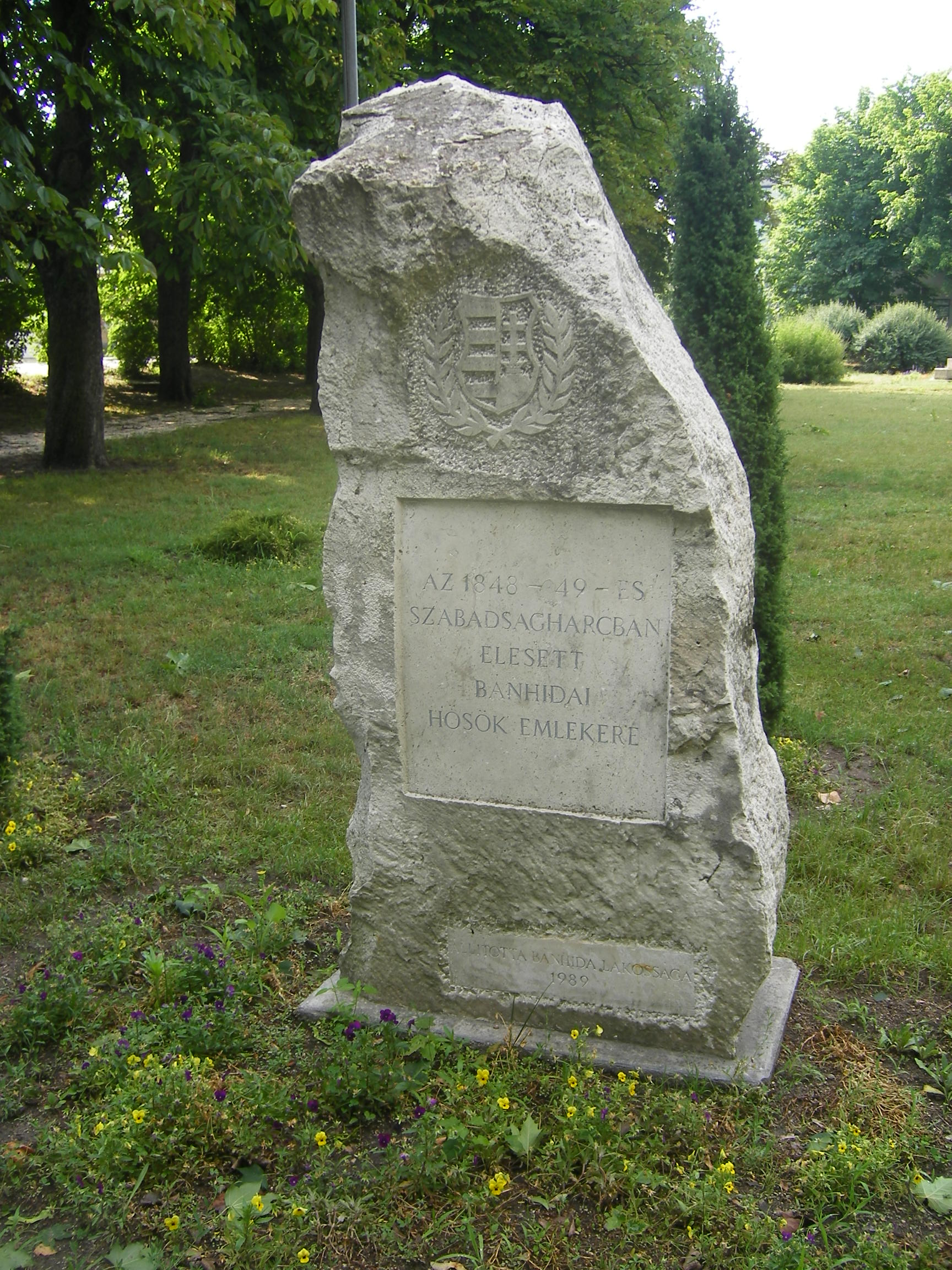
Az 1848/49-es emlékmű

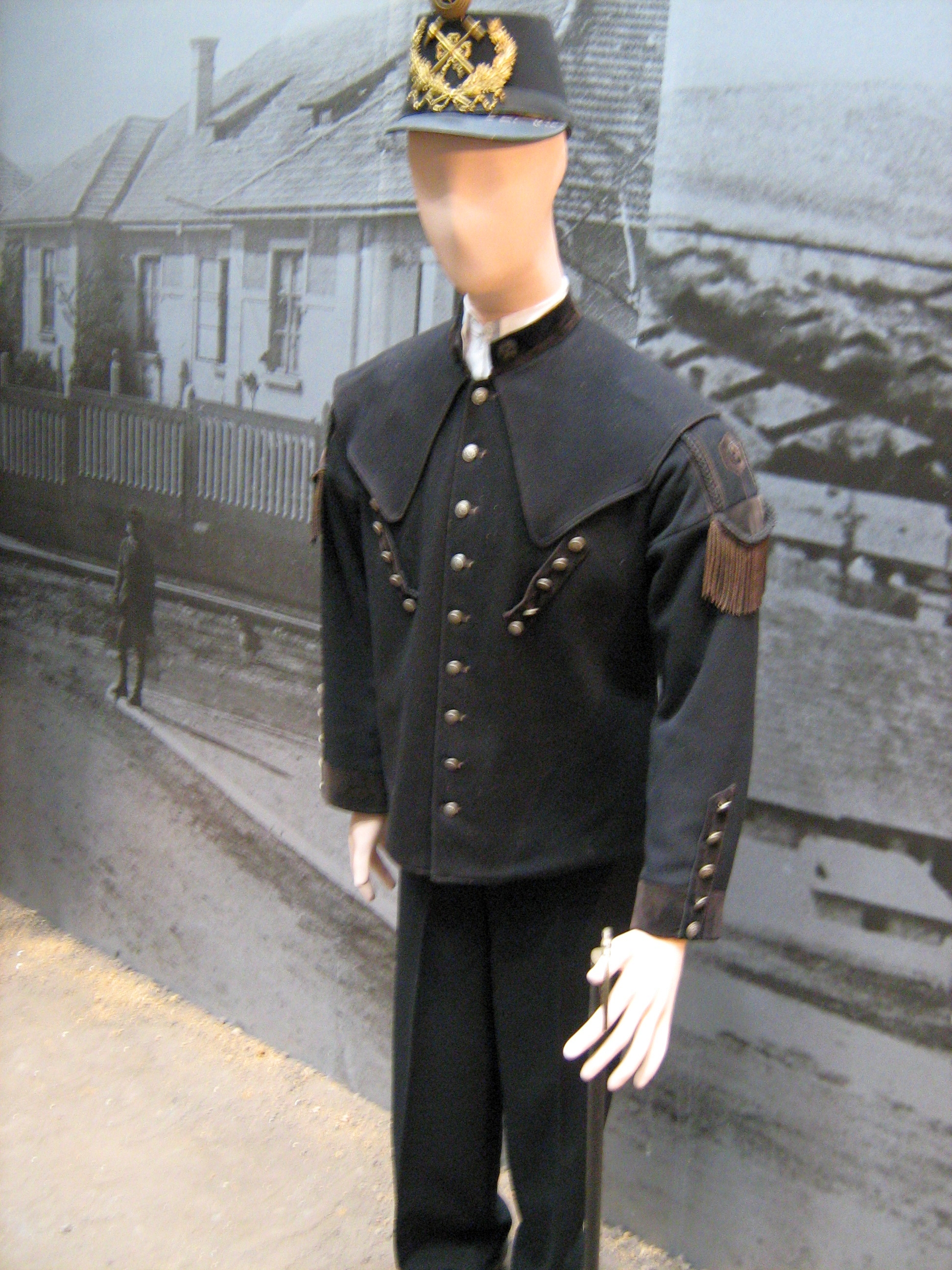
Bányászegyenruha

A lakatlanná vált település csak 1623-ban kezdett újra benépesedni, de népességének száma állandóan változott, s csak a felszabadító háborúk után kezdett benépesülni magyar és szlovák lakosokkal. A török kiűzése után, a németekhez hasonlóan őket is az Eszterházyak telepítették be Bánhidára valószínűleg Trencsén, Nyitra, Pozsony megyéből és Morvaországból, részben a református magyarok ellensúlyozására. Ebben az időszakban önként is költöztek ide jobbágyok, egyszerűen ideszöktek, ez a jelenség az úrbérrendezésig nem számított ritkának.
Fő foglalkozásuk a mezőgazdaság, szőlőtermesztés, fakitermelés és a mészégetés volt. Bél Mátyás Komárom vármegye leírása című művében azt írta Bánhidáról, hogy „…ebbe is szlovákok telepedtek le, de mintegy tíz évvel előbb, mint a szőlősiek.” Ő még azt is közölte, hogy „[a település] földje nem olyan minőségű, hogy alkalmas lenne előnyös földművelésre, mert nehezen termi meg a búzát, és csak fáradságos munkával telepítették meg a szőlőket északkeletre, a Szőlőstől folytatólagos oldallal lefelé húzódó hegy lejtőjén, ahol a Szt. Vid barlangjai is van… Közepes sorban vannak tehát a lakosok, s a föld hozamából nem tudnak úgy felemelkedni, hogy az országút mentén egy jómódú falu tekintélyét tudnák tartani. A földesúrnak viszont van itt hasznos vendégfogadója, terjedelmes halastava, és gazdálkodásra sem utolsó lehetősége.”
Mindez a folyamat 1720-1730-as években következhetett be, ekkor a szlovák lakosság népességszáma már meghaladta a magyarokét.
Az országos (regnikoláris) összeírások szerint
- 1715-ben lakosok: Benedek János, Bodoni János, Bratiakos Mátyás, Breszkó András, Debelák János. Guskó György, Hajas György, Herestya János, Jankovics György, Lajos János, Lüker Pál, Martidesz János, Oláh János, Paulovics György, Pazkid János, Pintér Mihály, Pluhár György, Polyák Mihály, Smudla Gáspár, Szacki Pál, Szent Györgyi György, Sztugonyi János, Takács Márton, Tamaskó Márton, Vagyonszki István, Vagyovszki Pál.
- 1720-ban: Asztalos András, Babinecz János, Csepszi Miklós, Figura Vences Laus, Furman Mátyás, Hornyák András, Hulmán Pál, Jelenik Mihály, Jolovics Márton, Kakas István, Lapatár György, Lapatár János, Lengyel János, Lois György, Lois János, Mislovics Sándor, Morafcsik János, Pauloczki György, Pintér Mihály, Procka László, Rozni János, Smudla Gáspár, Szent Györgyi György, Szlávik Pál, Takács Márton, Tamaskó Márton, Ternovics János, Toklácz János, Tomsik János, Vranivics István.

1729-ben a fennmaradt írások szerint itt még csak 30 jobbágycsaládot számláltak, 1768-ban 75, 1828-ban már 171 család lakta a községet.
Bánhida ebben az időben a megye legnagyobb községei közé tartozott.

### Oktatás és egyház a reformkorban
A reformkorban mind az oktatás, mind az istentiszteletek nyelve kétnyelvű, magyar és szlovák volt. Sok gyerek előbb tanult meg szlovákul, ők csak később, iskolás korukban sajátították el a magyar nyelvet.
Az 1830-ban itt járt egyházi elöljárók a látogatás során az alábbiakat állapították meg:
„Jelen visitatio alkalmával a Bánhidai iskolás gyermekek taníttatásával kapcsolatban a következő rendelkezés és iskolamesteri megbízás van: délelőtt magyar nyelven, délután pedig – mindaddig, míg részletesebb rendelkezés nem lesz – szlovák nyelven történjék a gyerekek iskolai oktatása, amely e plébánia lakosai között valamennyire is csak él.”
„… megállapítást nyert, hogy a bánhidai plébánia népe – a fiatal gyerekek kivételével- érti a magyar nyelvet… ezért a jövőben a körülményeknek megfelelően alkalmazandó utasítást adjuk: mind a mater, mind a filia templomában a szentbeszédek magyarul és szlovákul, miként a hitoktatás is váltakozva történjék ezeken a nyelveken. A beszédekhez és az oktatáshoz hasonlóan a litániák és így legyenek és nem másképp, s a népnek tanítsák a magyar énekeket is.”

### Az 1848/49-es forradalom és szabadságharc
Az 1848/49-es forradalom és szabadságharc alatt e környéket egyes források szerint megbízhatatlannak tartották, az itt élő szlovákok feltételezett „pánszláv” érzelmei miatt, ezért nem is akartak toborozni nemzetőrséget ezen a tájon. Ezt a vélelmet több tény is cáfolja. Boross Mihály írja könyvében, hogy a bánhidai szlovák jobbágyok kiálltak a forradalom és szabadságharc ügye mellett. „Bánhida tótajkú lakosai megszégyenítették volna bármelyik magyar községet”. Szintén ellentmond az említett vélelemnek az a szlovák nyelvű népdal, amelyet az elérhető helytörténeti források szerint itt is énekeltek:
„Kossuth a Batthyány                               Kossuth és Batthyány
Slobodu nám dali                                   Szabadságot szerze,
Nech im pán Boh dopomáhá                           Légyen Isten oltalmunkra
V tom uhorskom kraji.                              Magyarhonban szerte.
V tom uhorskom kraji                               Magyarhonban szerte
Tambur vibubnuje,                                  Ki is doboltatott,
Ze nám Kossuth s Batthyánym                        Hogy Kossuth s Batthyány nékünk
Slobodu daruje.”                                     Szabadságot adott.
Hasonló cáfolat Fieba József élettörténete is, őt ugyanis Bánhida és Vértesszőlős plébánosaként 50 botütésre és hosszú várbörtönre ítélték, azt követően, hogy ki merészelte hirdetni a Függetlenségi Nyilatkozatot.

### Életmódváltozás a bányanyitás után
A bányanyitással (1896) a foglalkozásokban megjelent a bányászat és a kőfejtés is. Jellemző volt erre az időszakra a kétlakiság. Az iparban dolgozó munkások (MÁK Rt, Bánhidai Erőmű) nagy része a műszak után a földjein dolgozott, többnyire paraszti kisgazdálkodás szintjén, kézi erővel. A lakosság aránya teljesen megváltozott a magyarok javára. A kisebb zártabb közösséget felváltotta egy nyüzsgő bányatelep, egy „mini-Amerika” = Tatabánya közelsége. Ez megváltoztatta a lakosság összetételét, a hagyományokat, sőt a mindennapi beszédet is. Új szavak kerültek be a németből, mint a bányászat szakszavai és az újkor találmányainak, eszközeinek neve is a magyarból vagy a németből került be a település nyelvsziget jellege miatt. A szülők már egyre kevésbé tanították meg gyermekeiket a szlovák nyelvre, „a keverék tót” lett általános. (Pl. Igyeme do Konzumu biciklipumpa kupity.) Ez a korabeli humor és anekdoták forrása lett, az egyik fotós mondása szerint: Amilyen pofát te vágsz, olyan képet kapsz…
A bányatelep ellátására az ország más részeiből kerültek ide a 19–20. század fordulóján bolgár kertészek. Ők az anekdoták szerint megtréfálták a bánhidai parasztokat a palántáikkal. A helybeli gazdálkodók nem foglalkoztak intenzív zöldségtermesztéssel, csupán az áttelelő salátát, a káposztát és a szőlőkben termett gyümölcsöket vitték a piacra eladni. A bolgárkertészek a viszonylag nagy hozamot sok trágyázással, öntözéssel és a terület tökéletes kihasználásával (kettős és köztes) termeléssel érték el. Otthonról hoztak karalábé, káposzta, karfiol, kelkáposzta, padlizsán stb. magokat, de az új zöldségfajták a paprika, paradicsom, a bab is az ő közvetítésükkel terjedt el.
Ők a földek több mint 90%-át bérelték, nem szándékoztak letelepedni, hanem hűen megmaradtak bolgárnak és a nálunk szerzett hasznot hazavitték. Emléküket ma már csak egy utcanév őrzi (Bolgárkert utca).

### A szlovák–magyar „lakosságcsere”
A második világháború után, 1946. február 27-én kötött szlovák–magyar lakosságcsere érintette a bánhidai szlovákokat. A Csehszlovák Áttelepítési Bizottság (CSÁB) munkát, földet ígért az embereknek, a fő gondolatuk az volt, hogy Csehszlovákia győztes ország, és Magyarország vesztesként még évtizedekig súlyos gazdasági körülmények között kénytelen élni.
A Szlovák Telepítési Hivatal az áttelepítés propagálásának is részese volt, amelynek egyik legfontosabb eszköze, a Sloboda (Szabadság) című hetilap nagymértékben elősegítette a toborzás sikerét.
Az áttelepülés lehetőségének ténye két táborra osztotta a magyarországi szlovák kisebbséget. Megosztotta nemcsak a több évszázados közösségeket, de az egyes családokat is. Az ebből származó ellentétekre mutat rá Andrej Žiak az SzNT képviselője. Magyarországi látogatása során nyert tapasztalatairól így ír: „a helyi magyarok rendesebben viszonyulnak az áttelepülésre jelentkezettekhez, mint a maradni szándékozó szlovákok, akik a szó szoros értelemben elűzik, elüldözik őket.“ Az áttelepülés kapcsán a magyarországi szlovákok 3 társadalmi csoportot alkottak. A Sloboda szerint az első csoportot a jómódú gazdagok alkották, akiknek tulajdona meghaladta az 50 köblöset és sajnálták elhagyni tulajdonukat. A második csoportba tartozó szlovákok fejét már megzavarta a magyar állameszme és büszkén vallották magukról, hogy mi „magyar tótok“ vagyunk. A lap szerint a harmadik csoport volt a legnépesebb és az áttelepülés szempontjából a legértékesebb. Ők voltak azok a szegény, illetve kisparasztok, akik lelkében felébredt a valódi szlovák nemzeti érzés. Ezt a megállapítást támasztja alá Ján Bobák is, aki szerint a lakosságcserére lényegében csak a falusi szegénység és a kisbirtokosok jelentkeztek.
A magyarországi szlovákok között végzett propaganda ill. a toborzás alapeszméje ördögien hasonlított a Szlovákiában zajló reszlovakizáció módszeréhez. A CsÁB központ propaganda osztálya találóan világított rá a lényegre. Az általuk kiadott utasítás szerint a munkatársaknak minden egyes településen az áttelepülésre meg kell nyerni 3-4 módosabb gazdát, akiket majd követni fognak a szegényebbek is.“ A lakosságcsere-egyezmény aláírása után a két kormány között nem született megegyezés annak pontos megkezdéséről. A csehszlovák kormány és a Megbízottak Testülete annak beindítását szeptemberre, befejezését viszont 1947 májusára feltételezte. Bár a magyar országgyűlés az Egyezményt csak hosszú vita után, többszöri nekifutásra fogadta el május 14-én, biztosra vehető volt, hogy mindent elkövet annak elodázására. Több tárgyalás után, végül is megkezdődött a magyarországi szlovákok egyoldalú áttelepülése júniusban. A Vegyesbizottság 1. számú határozata alapján 115 szlovák bányász család (606 személy) települt át a bánhidai körzetből.
Sokaknak azt ígérték, hogy hadifogságban lévő hozzátartozójuk hamarabb hazatérhet, ha szlováknak vallják magukat és áttelepülnek. A 6-os, bánhidai körzetben hat héten keresztül győzködték az embereket. Bánhidán még augusztus elején „szlovák katonai személyek a rendőrbiztost is bántalmazták.” Kezdetben a CSÁB szerint 843 ember jelentkezett, a magyar rendőrség jelentése szerint ez inkább összeírás célzatú statisztika. Szemtanúk visszaemlékezése szerint csak kevés család települt át Csehszlovákiába Érsekújvár környékére, a többi hűséges maradt szülőföldjéhez. A kitelepültek közül sokan szöktek vissza, már 1946-ban, s a már átvitt ingóságaikat is Szlovákiában hagyták, mint mondották, itt inkább csak burgonyán éljenek, mint ott maradjanak. 1947 májusáig öten szöktek vissza: Felsőgallára ketten, Bánhidára hárman.

### Az önállóság elvesztése, Tatabánya városrésze
1947-ben szűnt meg önállósága, amikor Alsógallát, Bánhidát, Felsőgallát és Tatabányát Tatabánya néven vonták össze. A belügyminiszter 179.238/1947.-III.3. számú leiratában elrendelte a négy „bányaközség” egyesítését (Alsógalla, Bánhida, Felsőgalla, Tatabánya), és az összevont település Tatabánya nevet kapott, mely névadás ellen az 1947. október 9-én feloszlatott képviselőtestület tiltakozott, és az új városnak a Bánhida nevet javasolták.
Napjainkban a közösségi, kulturális élet központja és a szlovák hagyományok ápolásának színtere a Puskin Művelődési Ház és a Szlovák Tájház.

## Képek

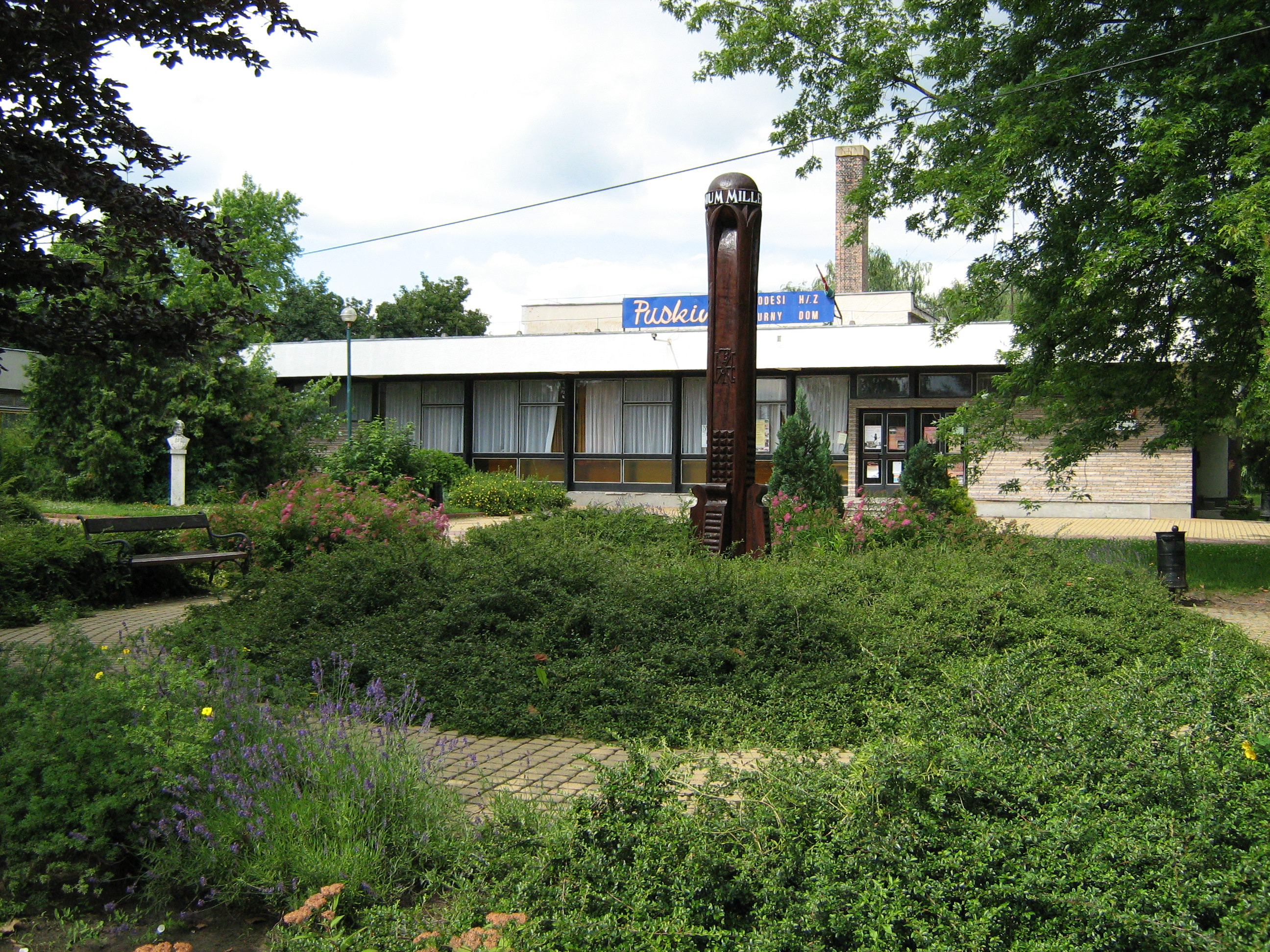
Puskin Művelődési Otthon a millenniumi emlékoszloppal
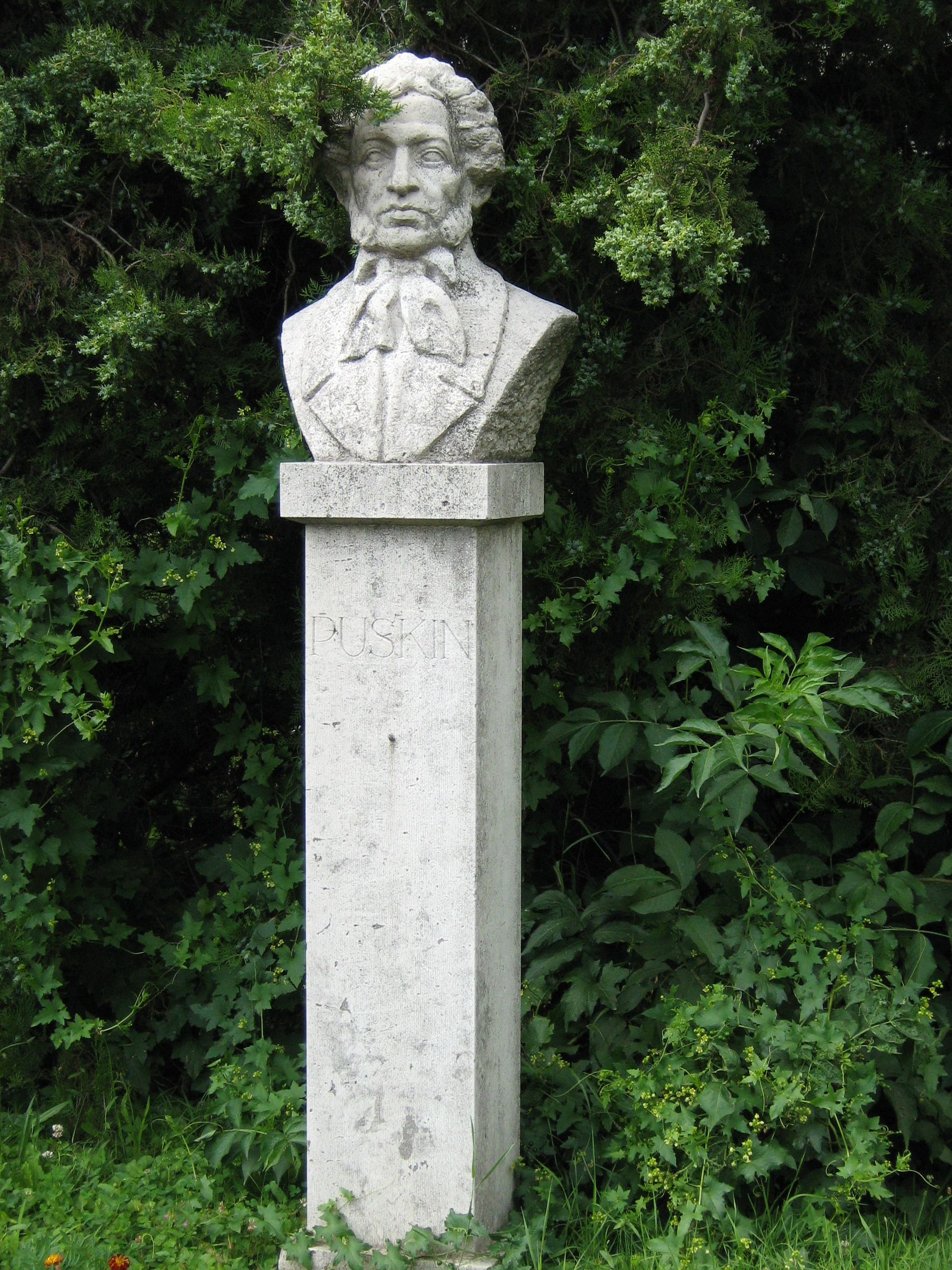
Puskin szobor a róla elnevezett művelődési otthonnál
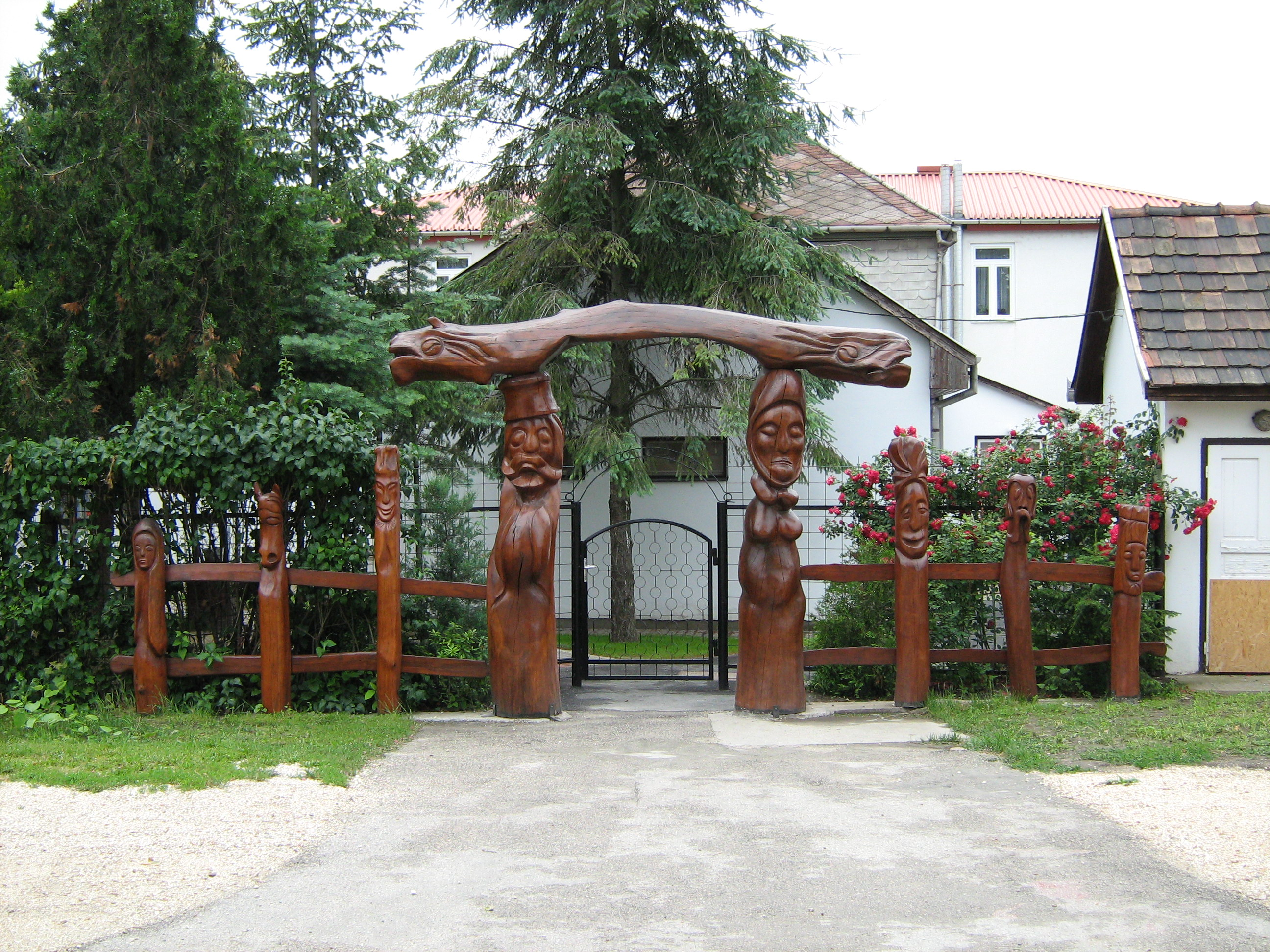
A Szent Erzsébet Óvoda kapuja
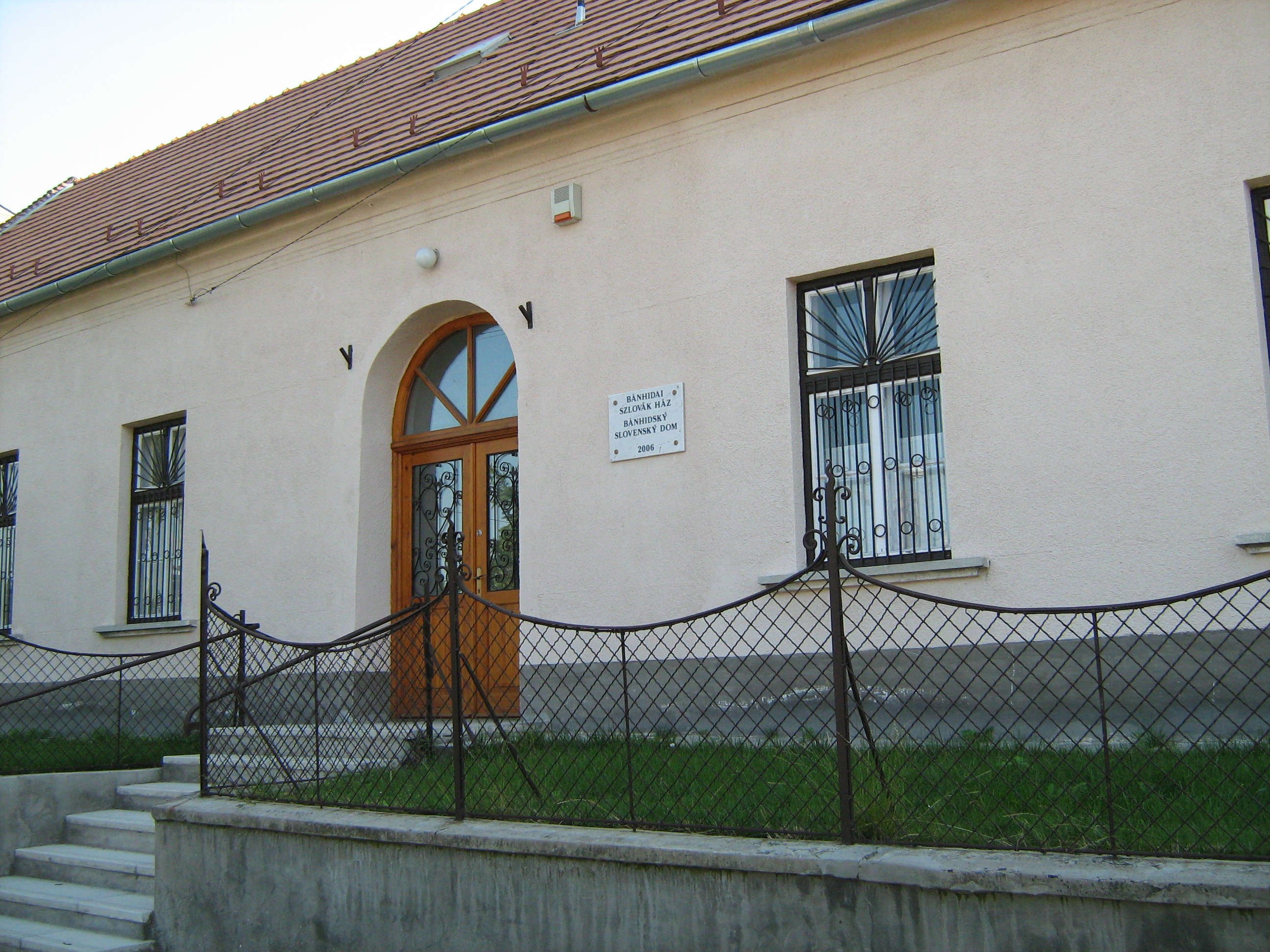
Bánhidai szlovák ház
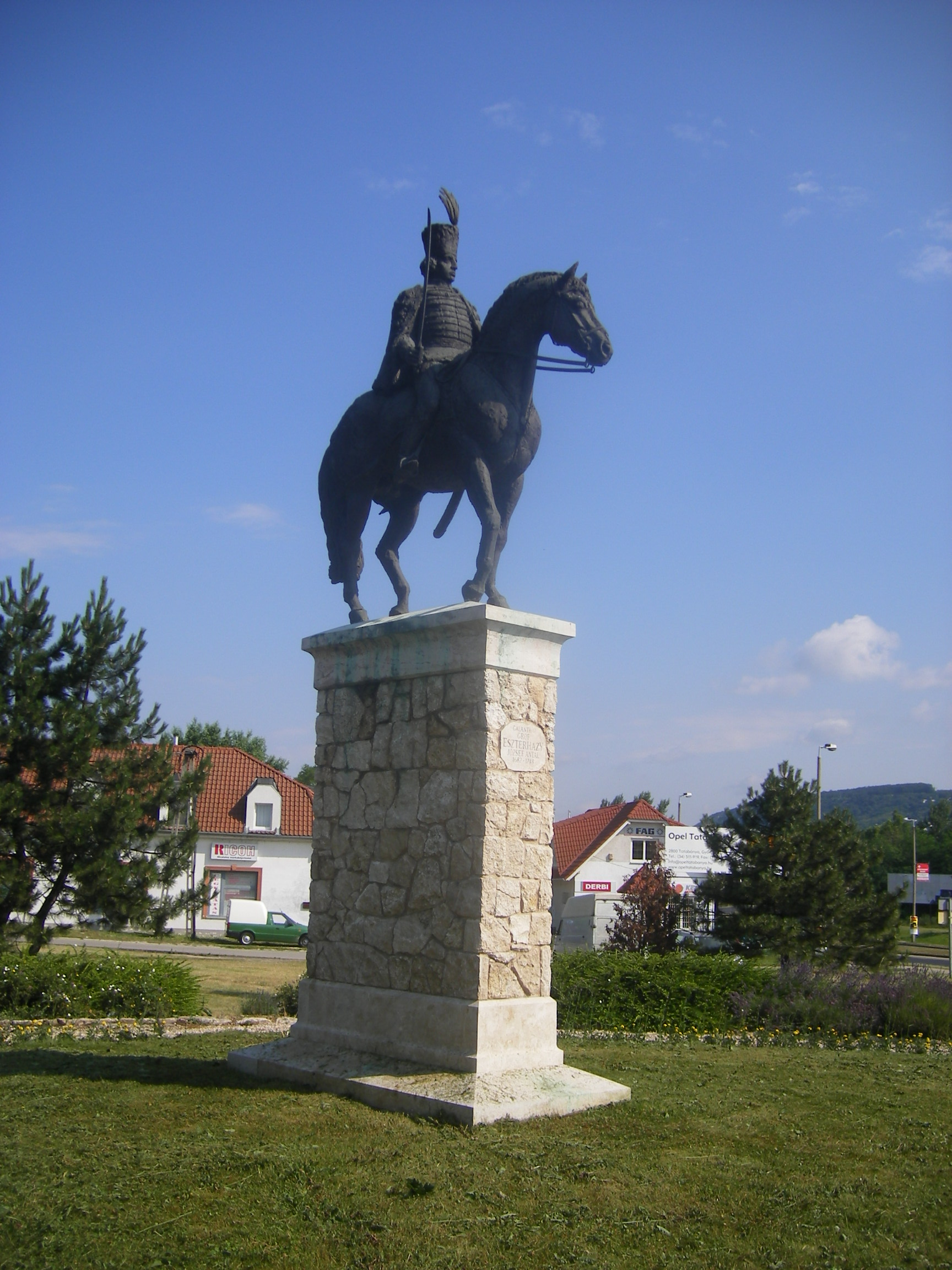
Esterházy József lovasszobra